# Сайчиці (гміна Савин)
Сайчиці (пол. Sajczyce) — село в Польщі, у гміні Савин Холмського повіту Люблінського воєводства. Населення — 200 осіб (2011).

## Історія
За даними етнографічної експедиції 1869—1870 років під керівництвом Павла Чубинського, у селі здебільшого проживали греко-католики, які розмовляли українською мовою.
У 1975—1998 роках село належало до Холмського воєводства.

## Демографія
Демографічна структура станом на 31 березня 2011 року:
|          | Загалом | Допрацездатний вік | Працездатний вік | Постпрацездатний вік |
| -------- | ------- | ------------------ | ---------------- | -------------------- |
| Чоловіки | 99      | 14                 | 73               | 12                   |
| Жінки    | 101     | 18                 | 55               | 28                   |
| Разом    | 200     | 32                 | 128              | 40                   |